# SOR TN 12

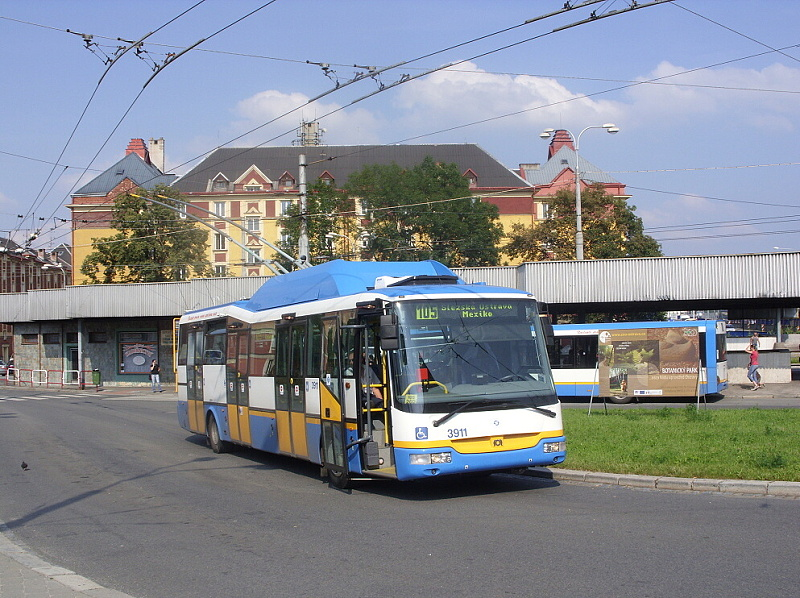
Wagen 3911 in Ostrava

SOR TN 12 ist die Typenbezeichnung eines tschechischen Oberleitungsbus-Typs. Er basiert auf dem Omnibusmodell SOR BN 12 und wird von SOR aus Libchavy hergestellt, Zulieferer der elektrischen Ausrüstung ist Cegelec. Eine Besonderheit ist die Konzeption nach dem bei Oberleitungsbussen weitgehend unüblichen Low-Entry-Prinzip. 
Bislang wurden nur zwei Prototypen gebaut (beide 2008), einer dient dem Hersteller als Vorführwagen, der andere befindet sich in Ostrava im planmäßigen Linieneinsatz. Dort wurde er unter der Betriebsnummer 3911 in den Fahrzeugbestand eingereiht.